# ベイ・パークウェイ駅 (BMTシー・ビーチ線)
ベイ・パークウェイ駅（かつては22番街駅だった）はブルックリン区のベイ・パークウェイと西7丁目交差点に位置するニューヨーク市地下鉄BMTシー・ビーチ線の駅である。N系統が終日、W系統がラッシュ時に停車している。

## 駅構造
| G          | 地上階・駅舎               | 出入口 改札口、駅員詰所、メトロカード/OMNY自動販売機                                                                                 |
| P ホーム階 | 相対式ホーム、右側扉が開く | 相対式ホーム、右側扉が開く |
| P ホーム階 | 北行緩行線                 | ← アストリア-ディトマース・ブールバード駅ゆき（20番街駅）                                                                            |
| P ホーム階 | 混雑方向急行線             | ← 定期列車なし |
| P ホーム階 | 中央線                     | → 路盤のみ |
| P ホーム階 | 南行緩行線                 | → コニー・アイランド-スティルウェル・アベニュー駅ゆき（キングス・ハイウェイ駅）→ ラッシュ時：86丁目駅ゆき（キングス・ハイウェイ駅）→ |
| P ホーム階 | 相対式ホーム、右側扉が開く | |

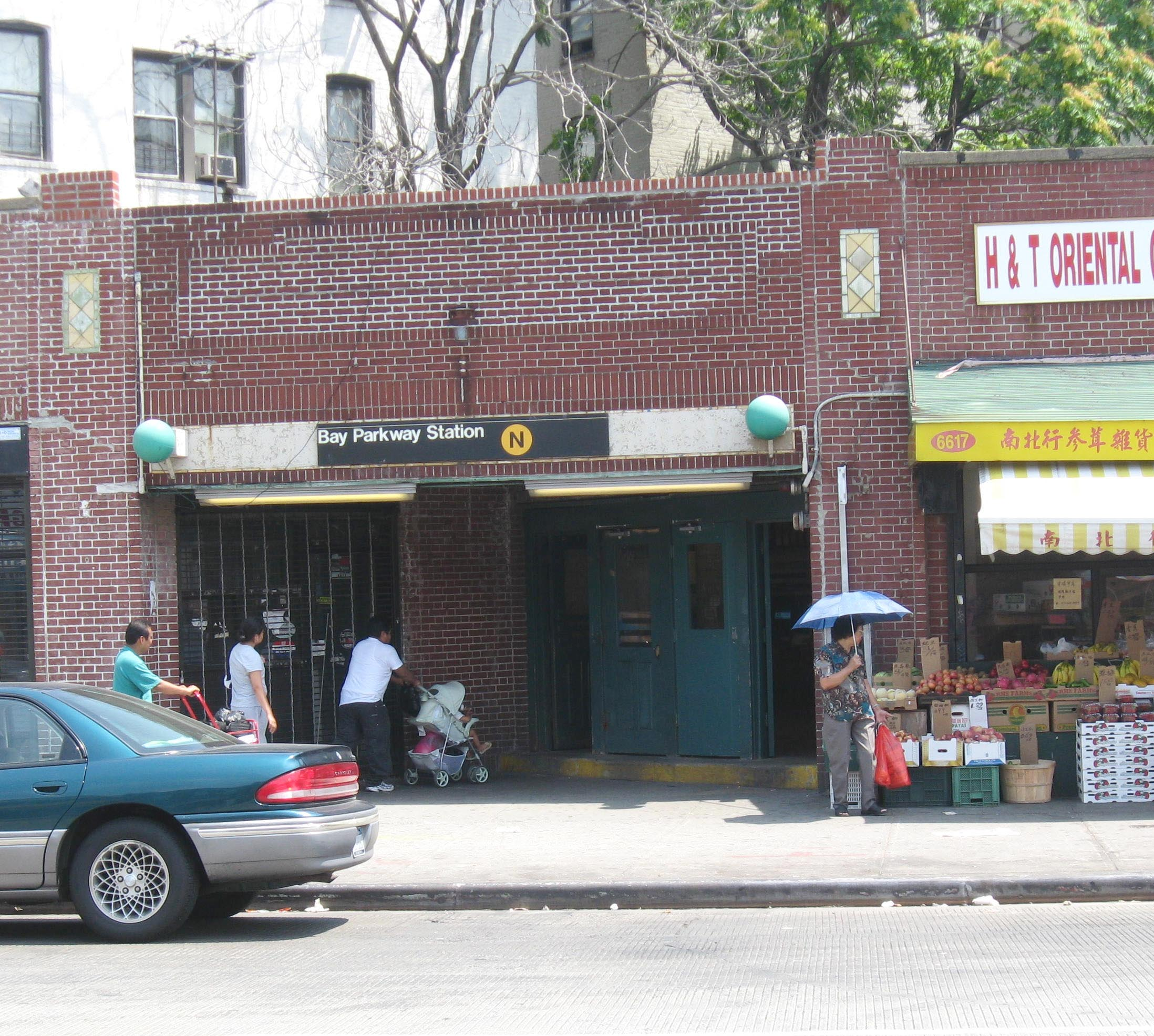
駅舎

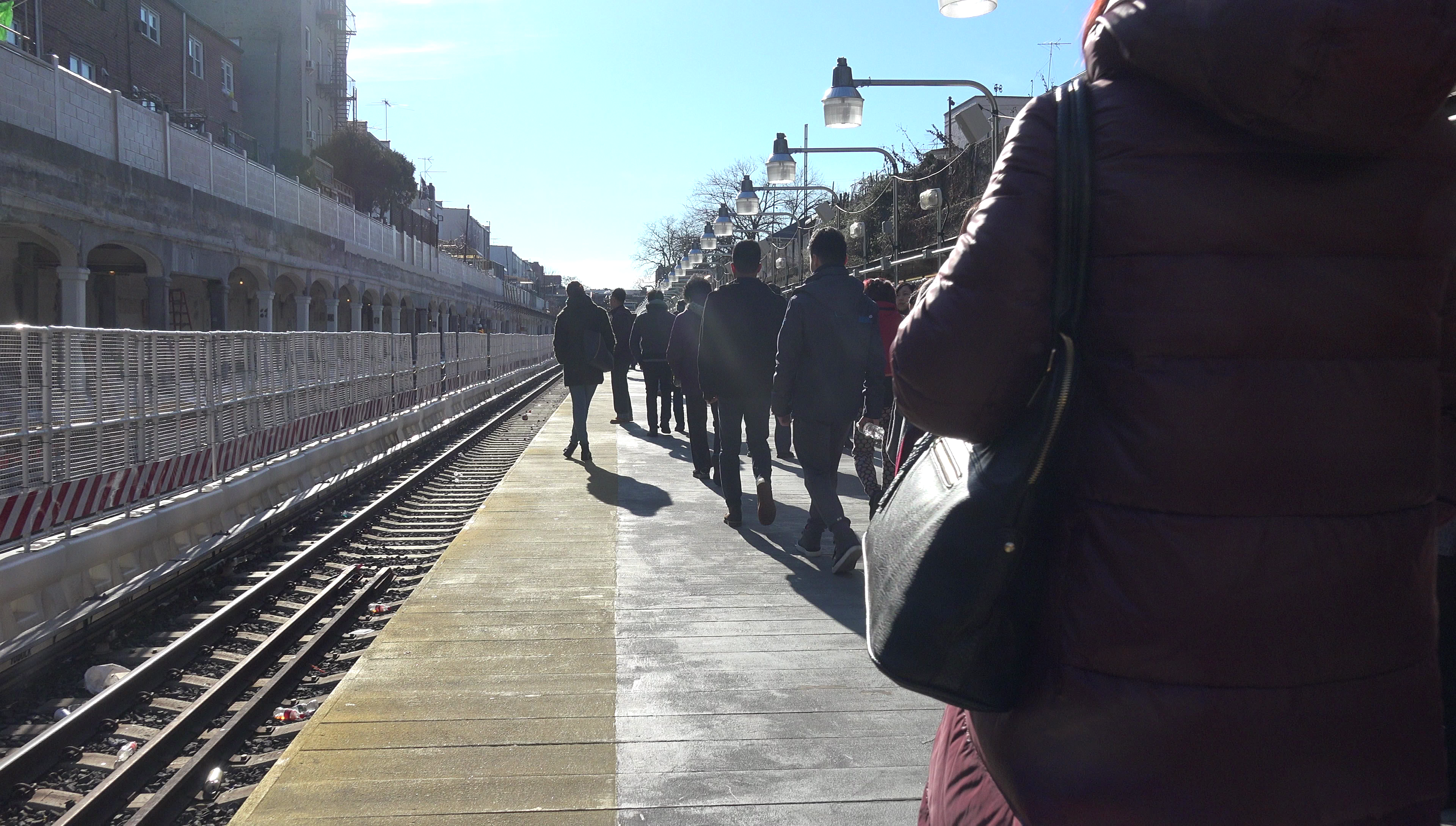
改装工事期間中に設置されていた仮設ホーム

駅は1915年6月22日に開業した掘割駅で、相対式ホーム2面4線だが急行線は使用せず、特に南行急行線は本線と繋がっていない。
駅は2016年より改装されており、マンハッタン方面ホームが2016年1月18日から翌2017年5月22日まで改装された。続いてコニー・アイランド方面ホームが2017年7月31日から2019年7月1日まで改装工事を実施した。この際、改装されているホームに停車できないため、南行急行線の上に仮設ホームを設置し、列車は北行急行線で客扱いを行っていた。また、一時期ラッシュ時のW系統は当駅を始終として運転されていた。

### 出入口
北側の改札からはベイ・パークウェイに、南側の改札からはアベニューOに接続している。